# Jean-Luc Lagarce
Jean-Luc Lagarce (Héricourt, Alto Saona, 14 de febrero de 1957 – 30 de septiembre de 1995) fue un actor, escritor y director de teatro francés. Muerto prematuramente, su obra no fue apreciada en vida.

## Biografía
Nacido en la localidad francesa de Héricourt, se graduó por la Universidad de Franche-Comté, campus de Besançon. Fue cofundador del Théâtre de La Roulotte en 1978, dirigiendo producciones de autores como Pierre de Marivaux, Eugène Labiche o Eugène Ionesco, antes de llevar a escena sus propias obras, que fueron criticadas por la gran influencia ejercida sobre ellas por dramaturgos existencialistas como Eugène Ionesco o Samuel Beckett. Algunas de sus obras fueron llevadas al Théâtre Ouvert o presentadas en emisiones radiofónicas, pero muy pocas fueron estrenadas en vida del autor.
Escribió unas 25 obras durante su corta vida, pues murió de sida en 1995. También publicó un volumen de cuentos, escribió un libreto de ópera y un guion para una película. Por otra parte, cofundó la editorial Les Solitaires intempestifs. Tras su muerte, algunos críticos hicieron una relectura de sus obras y con el tiempo se ha convertido en un dramaturgo reconocido del teatro contemporáneo francés.
En 2015, el director de cine Xavier Dolan adaptó la obra Juste la fin du monde en su película Solo el fin del mundo, que ganó el Gran Premio del Jurado y el del Jurado Ecuménico en el Festival de Cannes de 2016.

## Trabajos

### Obras de teatro
- La bonne de chez Ducatel, 1977
- Error de construcción, 1977
- Cartago, encore, 1978
- La Sitio de l'autre , 1979
- Viaje de Madame Knipper a Prusia Oriental, 1980
- Ici ou ailleurs, 1981
- Les Serviteurs, 1981
- Noce, 1982
- Vagues souvenirs de l'année de la peste, 1982
- Hollywood, 1983
- Histoire d'Amour, 1983
- Retour à la citadelle, 1984
- Les Orphelins, 1984
- De Saxe, romano, 1985
- La Photographie, 1986
- Derniers remords avant l'oubli, 1987
- Les Solitaires intempestifs, 1987
- Música-sala, 1988
- Les Prétendants, 1989
- Juste la fin du monde, 1990
- Histoire d'Amour (derniers chapitres), 1990
- Les règles du savoir-vivre dans la société moderne, 1993
- Nous, les héros, 1993
- Nous, les héros (versión sans le père), 1993
- J'étais dans ma maison et j'attendais que la pluie vienne, 1994
- Le Pays lointain, 1995

### Prosa
- Trois récits, 1994, una colección de tres cuentos

### Otra ficción
- Quichotte, 1989, libreto para una ópera de jazz por Mike Westbrook[6]
- Retour à l'automne, guion escrito junto a Gérard Bouysse.

### No-ficción
- Théâtre et Pouvoir en Occident, un estudio de cómo los dramaturgos han contendido con el poder político, desde la Grecia Antigua hasta la mitad del siglo XX.
- Revista, volumen 1: 1977–1990, volumen 2: 1990–1995.